# Violeta Bergonzi
Violeta Bergonzi Gómez (París, 5 de abril de 1988) es una periodista, modelo y presentadora de televisión colombo-francesa.

## Biografía
Es hija de padre francés y madre colombiana, desde su niñez se radicó en Popayán, el colegio en el que ella estudió fue en el Melvin Jones. Estudió comunicación social y modelaje en la Universidad del Cauca y finalizó estudios en la Universidad Central donde inicia su carrera como presentadora de televisión en cadena local y Telepacífico. En 2010 representó a Cauca en el Concurso Nacional de Belleza, no fue elegida en el Top 10. Se traslada a Bogotá a presentar programas en Teleamiga, y posteriormente en Caracol Internacional entre 2011 y 2014.
En 2013 fue ganadora del concurso Chica E! de la cadena de suscripción estadounidense E! Entertainment Television. De 2016 al 2019 laboró en el Canal 1 como presentadora en programas de CM&, De fiesta con Danny Marín y Lo sé todo. En 2019 ingresó a RCN Televisión para presentar el programa de variedades La Movida con María Fernanda Romero, Dominica Duque y Jairo Martinez hasta 2020. Entre 2021-2024 fue presentadora del programa matutino, Buen día, Colombia.